# 褚朝新
褚朝新，中国记者，曾于新京报工作，曾为《南方周末》记者。其曾因在王立军事件中首先传出其被捕的消息而受到关注。

## 生平
1998 年夏天，褚朝新进入湖北大学新闻系。2000 年暑假时，他曾在长江日报副刊部跟散文家罗时汉实习。2001 年进入《新京报》前身《生活时报》报社实习。2002 年初入职《武汉晨报》，后进入《新京报》深度报道部，再转入《南方周末》。

## 与王立军的关系
褚朝新曾因李庄案与王立军接触，其后亦保持联系。王立军事件发生后，他第一时间收到王的短信告知。

## 著作
《我，其实还想进步》 ISBN 978-7-5115-6563-1

## 资料
- 南方周末专栏 （页面存档备份，存于）